# Csavaranya

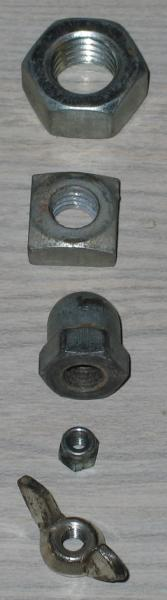
Felülről lefelé: hatlapú-, négylapú-, zárt-, önbiztosító- és szárnyas anya

A csavaranya gépelem, a csavarral és az alátéttel, esetleg csavarbiztosítással együtt alkotja a csavarkötést. Az anya csavarmenetes furata egy azonos menetű csavarra illeszkedik, külső formáját úgy alakítják ki, hogy megfelelő szerszámmal meg a meghúzáshoz elegendő nyomatékot lehessen kifejteni. Leggyakoribb a hatlapú forma, melyre villáskulcsot vagy csillagkulcsot illetve csőkulcsot lehet illeszteni. Rezgésnek kitett kötéseknél az anyát biztosítani kell kilazulás ellen, ez vagy különlegesen kialakított anyával, vagy külön csavarbiztosítással érhető el. Az anyák méreteit és anyagát nemzetközi szabványok szabályozzák, a legtöbb anya tömegtermék, de vannak különleges feladatokra szánt egyedileg, forgácsolással előállított példányok is. 

Hatlapú anya
Hatlapú alacsony anya
Hatlapú magas anya
Koronás anya
Hatlapú peremes anya
Hatlapú zárt anya
Négylapú anya
Műszer anya
Szárnyas anya
Gyűrűs anya